# 別爾江斯克機場
別爾江斯克機場（烏克蘭語：Аеропорт Бердянськ）是乌克兰扎波羅熱州別爾江斯克市的機場，並位於該城以北1.5公里。
2022年2月26日，俄羅斯入侵烏克蘭期間，該機場被俄方佔領。2023年1月，有報導指俄軍把機場變為空軍基地使用。2023年10月17日，乌克兰军队在蜻蜓行动发射导弹攻击了该机场，摧毁俄军多架直升机。